# 贝勒召
贝勒召，原名灵光寺，位于内蒙古自治区鄂尔多斯市杭锦旗锡尼镇，是一座藏传佛教格鲁派寺院。

## 简介
清朝雍正十年（1732年），杭锦旗第七任扎萨克、多罗贝勒、盟长齐旺班珠尔兴建家庙，即成本寺。清朝乾隆二十年（1755年），乾隆帝赐翡翠佛像、玉盏等物。光绪二十六年（1900年）重建，十三世达赖赐鎏金释迦牟尼佛祖像、宗喀巴像各1座，九世班禅、十九世章嘉主持开光。民国二年（1913年），中华民国大总统袁世凯赐名“灵光寺”，并为38名喇嘛颁发度牒。
1924年至1930年，杭锦旗第十五任扎萨克、多罗郡王阿拉坦鄂其尔捐款十万两白银，扩建该寺的殿堂。1947年，阿拉坦鄂其尔王爷为了纪念祖辈们世袭多罗贝勒爵位之事，将该寺更名为“贝勒召”。扩建之后，贝勒召殿堂达300多间，喇嘛府邸、扎萨克府邸、度牒衙门、庙仓、喇嘛住房共计200余间。贝勒召内设经学院、时轮学院。贝勒召下辖17座属庙。